# 李汝楫
李汝楫（1493年—？），字濟卿，號中泉，河南汝寧府汝陽縣人，軍籍，明朝政治人物。

## 生平
正德十四年（1519年）己卯科河南鄉試第三名舉人。嘉靖八年（1529年）中式己丑科會試第四十一名，登第三甲第九十一名進士。授郧阳府推官，擢工部主事，升署员外郎。

## 家族
曾祖李榮，曾任監生；祖父李永年，曾任倉大使；父李守經，曾任知府。母龔氏。慈侍下。兄汝玉、汝璧、汝璽。